# Vrasna
Vrasna (řecky: Βρασνά) je vesnice ve východní části prefektury Thessaloniki v Makedonii, patří do obce Volvi a společně s Nea Vrasnu a Paliabela tvoří místní obec (společenství) Vrasna. Podle sčítání lidu v roce 2011 má obec 278 obyvatel. Obec Vrasna se rozkládá na ploše 41,127 km 2. Církevně patří k Svaté diecéze Serres a Nigritis.

Tradiční kamenný dům

## Historie

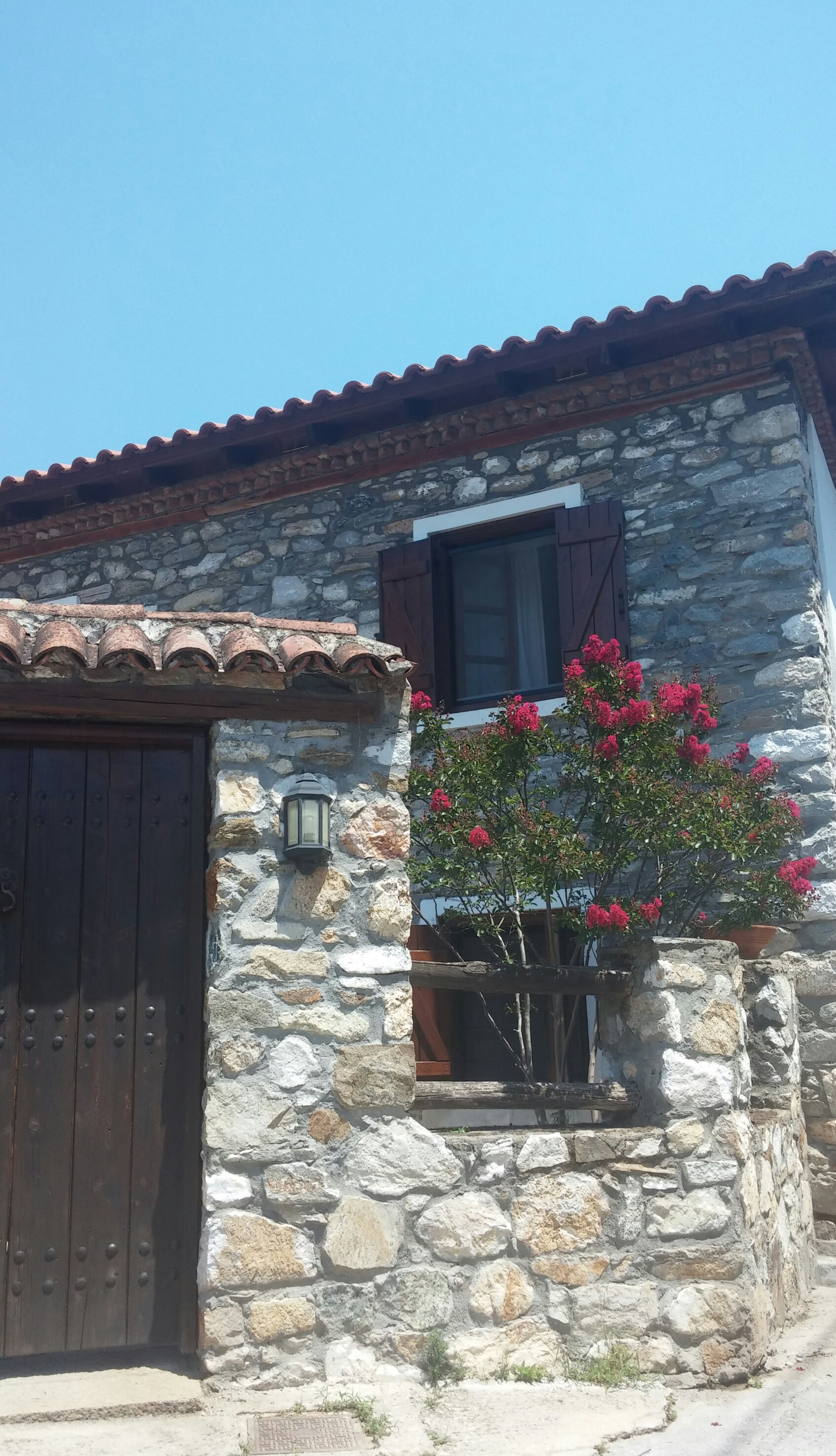
Tradiční kamenný dům

### Starověk
Na území Vrasny se pravděpodobně nacházelo staré thrácké město Visaltia Brea.

### Byzantium
Začátkem 15. století v centru osady Vrasta (přejmenované na Vrasna v roce 1918), byla postavena věž, která osídlení opevnila a posílila ochranu silnice od Volvi.

## Památky
- Muzeum folklóru sídlí ve staré historické škole ve Vrasně, dále zde sídlí také knihovna, kulturní středisko a výstava minerálních hornin a krystalů.
- Byzantská věž Vrasny, která pochází z počátku 15. století.
- Kostel Nanebevzetí Panny Marie a sv. Jiří s historickou zvonicí z roku 1846, do jeho zdiva byly začleněny římské reliéfy.
- Kamenné domy tradiční makedonské architektury.
- Jeskyně Vrasna „Drakotrypa“: je to malá jeskyně, která se skládá ze tří komor. V jeskyni se usadilo mnoho hmyzu, včetně endemického druhu Acanthopetalum chalkid Licence, zatímco se nacházejí kolonie tří druhů netopýrů, kterým hrozí vyhynutí. Oblast je chráněna mezinárodními úmluvami o životním prostředí.
- Archeologické naleziště oblasti „Trypimeni Petra“: tvrz pětibokého tvaru, s obrannými věžemi, skladovacími prostory a olivovým mlýnem. Ve vnitřním severním rohu pevnostního komplexu Vrasna byl vykopán olivový mlýn. Místo bylo okamžitě identifikováno jeho vybavením, s velkým kamenným trapetem (trapetum) nad potrubím, hlavním potrubím budovy k těžbě odpadu ze zpracování olivového ovoce mimo komplex, jakož i velkým množstvím rozdrcená olivová jádra v oblasti bezprostředně na jih. [2]

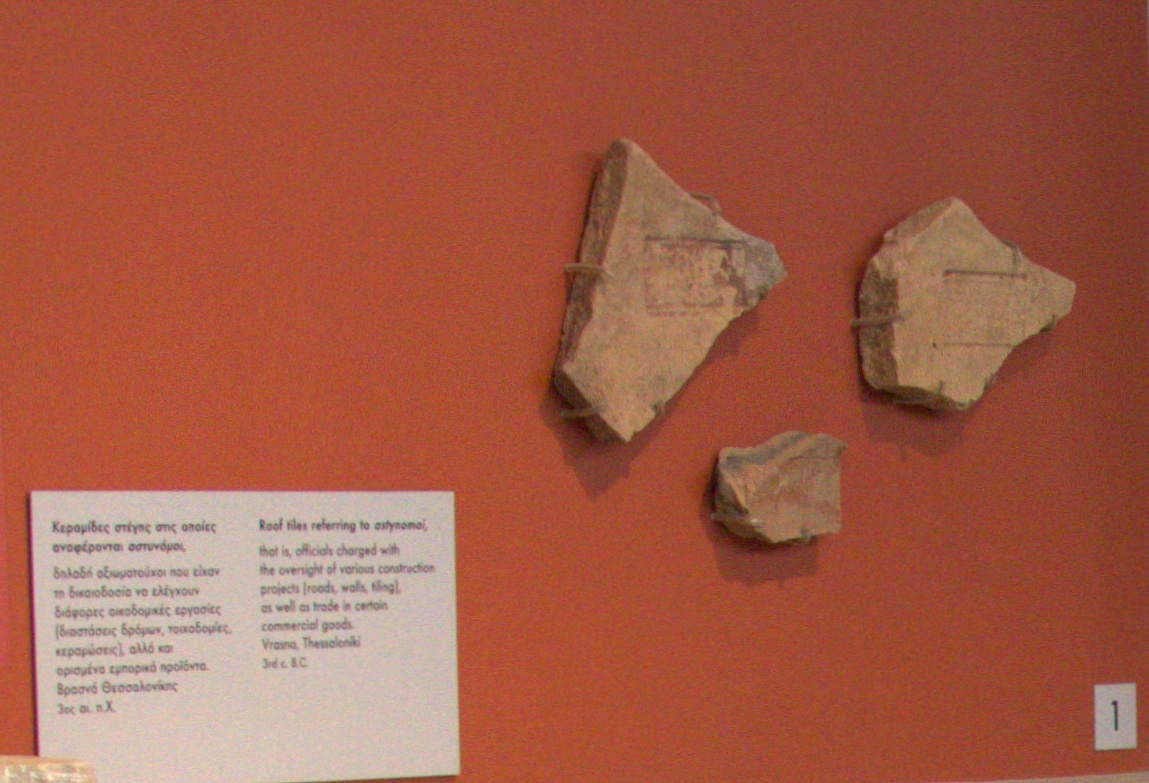
Střešní tašky z Vrasny. 3. století před Kristem, Archeologické muzeum v Soluni.

## Administrativní dělení
Obec Vrasna se skládá ze tří osad:
- Nea Vrasna
  - Vrasna beach

- Paliampela
- Vrasna

## Obyvatelstvo
Podle sčítání lidu v roce 2011 žilo ve Vrasně 2 879 lidí, což je nárůst o téměř 12% ve srovnání s populací z předchozího sčítání lidu v roce 2001.
| Rok  | Počet obyvatel |
| ---- | -------------- |
| 2001 | 2 275          |
| 2011 | 2 879          |